# Albatraoz
Albatraoz er en svensk hiphop/house gruppe bestående af fem venner: AronChupa (som er producent af gruppen), Mans, Salle, AndyBarMaskinen og Savvo. Bandet blev dannet i 2012 i Borås. Deres sang "Albatraoz" var på top 100 på Spotify i over 2 måneder. I april 2014 udgav de deres anden single "Arriba", og selv dette blev placeret i top 100 på Spotify. Albatraoz har optrådt i andre sange, men de har frigivet over AronChupas kunstnernavn.
I juni 2013 blev de opdaget af Sony Music og underskrev sin første pladekontrakt, og et par måneder senere, havde singlen solgt dobbelt platin spillet over 13 mio gange på Spotify.
Under en koncert på natklubben GG i Uddevalla 4 februar 2017 trak sangeren Måns Harvidsson en kvinde i publikum i håret og skubbede hendes ansigt hårdt mod hans skridtet. Politiet blev underrettet og tiltrak stor opmærksomhed. Arvidsson forsvar var, at han "fik en følelse" og "kunne ikke vide, om hun ville eller ej, indtil han testet"

## Diskografi

### Albums
| Titel      | Detaljer                                                                                               | Højeste hitlisteplacering |
| Titel      | Detaljer                                                                                               | SWE                       |
| ---------- | --- | ------------------------- |
| Albumtraoz | - Udgivet: 25 February 2022 - Pladeselskab: House of Albatraoz - Formater: Digital download, streaming | 59                        |

### Singler
| "Albatraoz"                                                                     | 2013 | 36 | - GLF: 2× Platinum |
| "Arriba"                                                                        | 2014 | —  |                    |
| "Copacabana"                                                                    | 2014 | —  |                    |
| "Wunderbar"                                                                     | 2015 | —  |                    |
| "General Zod"                                                                   | 2016 | —  |                    |
| "Foxtrot"                                                                       | 2017 | —  |                    |
| "Miljonären (Stek 2020)"                                                        | 2019 | —  |                    |
| "Defunkt" (with Ture Brute)                                                     | 2019 | —  | - GLF: Gold        |
| "E (Ventex)" (featuring Ture Brute)                                             | 2020 | 12 | - GLF: 2× Platinum |
| "Mera E"                                                                        | 2020 | 70 |                    |
| "Se på mig (Crunk Rock)"                                                        | 2020 | 34 |                    |
| "Rave i mitt garage"                                                            | 2020 | 69 |                    |
| "Raggarbil"                                                                     | 2020 | 25 |                    |
| "Hörrödu!"                                                                      | 2021 | 72 |                    |
| "Technotåget"                                                                   | 2021 | —  |                    |
| "Skiter väl i det"                                                              | 2021 | —  |                    |
| "Pollenallergi"                                                                 | 2021 | —  |                    |
| "Du kan inte få min öl"                                                         | 2021 | —  |                    |
| "Mcdonalds"                                                                     | 2021 | —  |                    |
| "Trucker Motherfucker" (with Sofie Svensson, Dom Dar and Kåren)                 | 2023 | 9  |                    |
| "—" denotes releases that did not chart or were not released in that territory. |      |    |                    |

### Promosingler
| Titel                             | År   |
| --------------------------------- | ---- |
| "Trodde han va gay"               | 2020 |
| "Disconostalgi: Rolling Twenties" | 2020 |
| "Fläder på Floraängen"            | 2020 |
| "Pasta & vin"                     | 2020 |